# Американская мафия
Американская мафия (или просто мафия в США, англ. American Mafia) — итало-американское криминальное сообщество. Подобно сицилийской мафии, американская мафия не имеет официального названия и является тайным преступным обществом. Её члены обычно называют её «il nostro business», что переводится как «своё дело» («наше дело»). Пресса использует название «Национальный преступный синдикат» по отношению ко всей американской организованной преступности, в том числе и к мафии.
Мафия возникла в Нью-Йорке и в других крупных городах восточного побережья США в конце XIX века после волны итальянской иммиграции, в частности с Сицилии. Неаполитанские, калабрийские и другие итальянские преступные банды, а также независимые итало-американские преступники объединились с сицилийцами для создания современной пан-итальянской мафии в Северной Америке. Сегодня[когда?] американская мафия сотрудничает с сицилийской мафией и другими итальянскими организованными преступными группировками, такими как Каморра и Ндрангета.
На сегодняшний день[когда?] мафия действует по меньшей мере в 26 городах Соединённых Штатов. Самые активные семьи находятся в Нью-Йорке, Филадельфии, Новой Англии, Детройте и Чикаго. Менее активные во Флориде и Лас-Вегасе. Самыми крупными и влиятельными семьями Нью-Йорка являются Пять семей, среди которых семьи Бонанно, Гамбино, Дженовезе, Коломбо и Луккезе.
Правоохранительные органы по-прежнему рассматривают мафию как крупнейшую преступную организацию в Соединённых Штатах. Мафия сохраняет контроль над большей частью преступной деятельности в Соединённых Штатах и небольшой части Канады. Несмотря на увеличение числа уличных банд и других организаций, мафия остается доминирующей на всей территории восточного побережья США.

## Использование терминамафия
Термин мафия первоначально использовался итальянскими СМИ для описания преступных группировок в Сицилии. Происхождение этого термина спорно. Подобно сицилийской мафии, мафия американская, не используют термин мафия, чтобы описать себя. Ни одна из групп не имеет собственного официального названия, а вместо этого используют термин Коза Ностра («наше дело»), обращаясь к себе. Когда итальянские иммигранты начали формирование организованных преступных группировок в Америке, американская пресса заимствовала термин мафия из Италии.
Термин мафия одинаково относится как к сицилийской, так и к американской мафии. В современном понимании, когда речь идёт о мафии, может существовать несколько значений: этническая преступная группировка, мафиозная семья крупного города, мафия в Соединённых Штатах, либо сицилийская мафия. Широкое признание слова привело к его использованию в названиях других преступных организаций, таких как русская мафия, мексиканская мафия и еврейская мафия.

## История

### Зарождение
Мафия стала самой влиятельной группировкой в районе Нью-Йорка, постепенно прогрессируя от небольших операций в районе бедного итальянского гетто до влияния на крупные международные организации.
Джузеппе Эспозито был первым известным членом сицилийской мафии, иммигрировавшим в Соединённые Штаты. Он и шесть других сицилийцев бежали в Нью-Йорк после убийства одиннадцати богатых землевладельцев, а также канцлера и вице-канцлера сицилийской провинции. Он был арестован в Новом Орлеане в 1881 году и экстрадирован в Италию.
Новый Орлеан также был местом первого инцидента с участием мафии в США, который получил как национальное, так и международное внимание. 15 октября 1890 года был убит пристав полиции Нового Орлеана Дэвид Хеннесси. Сотни сицилийцев были арестованы по необоснованным обвинениям, а девятнадцати из них были предъявлены обвинения в убийстве. Но вскоре они были оправданы. Возмущенные жители Нового Орлеана организовали толпу линчевателей и убили одиннадцать из девятнадцати подсудимых. Двое из них были повешены, девять расстреляны, а остальные восемь скрылись. Это была самая массовая расправа в американской истории.
С 1890 по 1900-е годы сицилийская мафия стала очень мощной организацией в Маленькой Италии Нью-Йорка. Этот район стал местом многих конфликтов между мафией и еврейскими бандами. В некоторых районах Манхэттена начали появляться первые крупные мафиозные семьи.

### Эпоха «сухого закона»
17 января 1920 года Восемнадцатая поправка к Конституции США делает незаконной продажу, производство или транспортировку алкогольных напитков. С этого времени началась эпоха «сухого закона». Несмотря на то, что закон делает продажу и производство алкогольных напитков незаконным, на него по-прежнему существует высокий спрос со стороны общественности. В американских городах произошло более 900 000 случаев отравления спиртным. Преступные группировки и политики увидели возможность сделать состояние и начали поставки больших количеств алкоголя в американские города. Большая часть алкоголя была импортирована из Канады, Карибского бассейна и Среднего Запада.
В 1922 году лидер итальянской фашистской партии Бенито Муссолини установил диктатуру в Италии и множество её жителей бежали в Соединённые Штаты. Сицилийские мафиози также бежали c Сицилии, после того как Муссолини начал расправляться с мафией в Италии. Итальянские иммигранты жили в многоквартирных зданиях и, спасаясь от бедности, некоторые из них начали присоединяться к американской мафии.
Американские мафиози воспользовались запретом на алкоголь и начали его продажу в крупных городах США. Прибыль от этого значительно превышала прибыль от традиционных преступлений: укрывательство, вымогательство, азартные игры и проституция. Многие мафиозные семьи сделали на этом большое состояние. «Сухой закон» способствовал созданию мафиозных семей в каждом городе. Одна семья угоняла у другой семьи грузовики со спиртным, заставляя платить за них выкуп.
В начале 1920-х годов итальянские мафиозные семьи начали войны за абсолютный контроль над «алкогольным» бизнесом. В Нью-Йорке Фрэнки Йель вёл войну с ирландской бандой «Белая рука». В Чикаго Аль Капоне и его семья боролись против ирландской Банды Норт-Сайд. В конце 1920-х две группировки влились в борьбу за контроль над криминальным миром Нью-Йорка: одну из них возглавлял Джо Массерия, а другую Сальваторе Маранцано. Эта борьба привела к Кастелламмарской войне, во времена которой был убит Массерия. Это привело к тому, что Маранзано «разделил» Нью-Йорк на Пять семей. Он был первым лидером американской мафии, который создал кодекс организации, создал структуру в «семьях», а также установил процедуры для разрешения споров. Пойдя на беспрецедентный шаг, Маранзано поставил себя в качестве босса всех боссов (итал. Capo di tutti capi) и требовал, чтобы все семьи отдавали ему должное. Это было негативно оценено многими другими влиятельными мафиози и спустя шесть месяцев Маранзано был убит по приказу Лаки «Счастливчика» Лучано. Лучано был бывшим подчиненным Массерии, но вскоре сам стал соучастником его убийства.
После того, как в 1933 году «сухой закон» перестал действовать, мафия столкнулась с тупиковой ситуацией и больше не могла сохранять высокие прибыли, которые она имела в 1920-е годы. Более умные из мафиозных семей начали расчетливо действовать и распространилась на профсоюзы, строительство и незаконный оборот наркотиков. Но те семьи, которые решили пренебречь изменениями в своей деятельности, потеряли власть и влияние и в конечном итоге исчезли.

### Комиссия
Вместо того, чтобы объявлять себя боссом всех боссов, Лучано создает Комиссию — совет, который разграничивает «зоны влияния» между «семьями» и в целом управляет деятельностью мафии в США. Комиссия правит Национальным преступным синдикатом и приводит американскую мафию к процветанию. К середине XX века существовало 26 официальных мафиозных семей, каждая из которых действовала в своем городе (за исключением Пяти семей, которые были основаны в Нью-Йорке). Каждая семья работала независимо друг от друга и имела «свои» территории. Мафия процветала, следуя строгому набору правил, которые основывались на организованной иерархической структуре и кодексе молчания, который запрещал своим членам сотрудничество с полицией (Омерта). Несоблюдение любого из этих правил каралось смертной казнью.

### Казино и профсоюзы
Влияние мафии увеличивалось и после отмены «сухого закона». Теперь американская мафия должна была найти другие способы получения прибыли. Основными из них были незаконные азартные игры, ростовщичество, вымогательство, рэкет и торговля наркотиками. В середине XX века мафия стала проникать во многие профсоюзы в Соединенных Штатах, в первую очередь в «Союз водителей грузовиков» и «Международную ассоциацию грузчиков». Это позволило семьям проникнуть в очень выгодный законный бизнес, такой как строительство, управление отходами, грузоперевозки, а также швейная промышленность. Гангстеры начали грабить пенсионные фонды, вымогать деньги с рабочих и участвовать в сговорах на торгах. Ни один из крупных строительных проектов Нью-Йорка не мог быть выполнен без согласия Пяти семей.
В то время, когда мафия участвует в экспорте кубинского сахара и рома, Меер Лански вторгается в игорную индустрию на Кубе. Когда в 1952 году его друг Фульхенсио Батиста стал президентом Кубы, несколько боссов мафии смогли вложить инвестиции в легализацию казино. По некоторым оценкам мафии принадлежали 19 казино. Однако, когда Батиста был свергнут во время кубинской революции, его преемник Фидель Кастро запретил американские инвестиции в страну, для того, чтобы положить конец присутствию мафии на Кубе. После того, как Невада легализовала азартные игры, многие мафиозные семьи поспешили в Лас-Вегас, сделав его «открытым» для игорной индустрии городом. Начиная с 1940-х годов мафиозные семьи Нью-Йорка, Кливленда, Канзас-Сити, Милуоки и Чикаго начали подтягиваться в Лас-Вегас. Большую часть получаемой прибыли казино отсылали к боссам. Нет официальных данных, которые показывали бы эти суммы, но они оценивались в сотни миллионов долларов.
Несмотря на то, что местные правоохранительные органы не имели ресурсов и знаний, чтобы эффективно бороться с организованной преступностью, мафия столкнулась с серьёзным сопротивлением с их стороны. Мафия подкупала судей, а запугивание свидетелей стало обычным явлением. В 1951 году Сенат США объявил, что «зловещая преступная организация», известная как мафия, действует в стране. Многие подозреваемые мафиози были вызваны в суд для допроса, но мало кто из них давал показания или полезную информацию. В 1957 году полиция штата Нью-Йорк совершила облаву во время совещания крупных мафиози в деревне Апалачин. В 1963 году Джо Валачи стал первым представителем мафии, который публично признал существование мафии, а также предоставил подробную информацию о её внутренней работе и тайнах. Более того, он сообщил о наличии мафии в государственных органах, благодаря чему позволил Федеральному бюро расследований начать массовый арест мафиози по всей стране. После показаний Валачи, мафия больше не смогла полностью работать в тени. ФБР приложило больше усилий и ресурсов для удара по преступности в разных городах. Однако, несмотря на то, что эти показания создали большую нагрузку на мафию, они не способствовали пресечению их преступной деятельности. Успех был достигнут в начале 1980-х годов, когда ФБР смогло избавить казино Лас-Вегаса из-под контроля мафии и ослабить влияние мафии на профсоюзы.

### «Короли» Коза Ностры
- Тото д’Акуила — 1914
- Джо Массерия 1914—1930
- Сальваторе Маранцано 1930—1931
- Сальваторе Лукания 1931—1936
- Фрэнк Костелло 1936 -
- Вито Дженовезе январь 1949 (или 1957) — 1968
- Джакомо Катена 1968 -
- Пол Кастеллано − 1985
- Джон Готти 1986 -
- Фрэнсис Маронне 1916 -

## Структура
Американская мафия действует на основе строгой иерархической структуры. Хотя она и аналогична сицилийской структуре, современную организационную структуру американской мафии создал Сальваторе Маранцано в 1931 году. Всех членов мафии называют (англ. made men), что переводится как люди, занимающие прочное положение, или мафиози. Это означает, что они неприкосновенны в преступном мире. За исключением соучастников, все члены семьи являются мафиози. Самой главной должностью в семье является босс (или крестный отец, дон). Он является главой семьи и получает сведения о любом «деле», совершаемом каждым членом семьи. Возможна ситуация, что рядовые члены семьи могут быть лично не знакомы со своими руководителями.
- Босс, дон или крестный отец (англ. boss, итал. capomafioso) — глава семьи. Босс избирается голосованием капо; в случае равенства количества голосов проголосовать также должен подручный босса. До 1950-х годов в голосовании участвовали вообще все члены семьи, но впоследствии от этой практики отказались, поскольку она привлекала внимание правоохранительных органов.
- Младший босс или подручный (англ. underboss) — «заместитель» босса, второй человек в семье, который назначается самим боссом. Подручный несет ответственность за действия всех капо. В случае ареста или смерти босса, подручный обычно становится действующим боссом.
- Консильери (итал. consigliere)[24] — советник семьи, человек, которому босс может доверять и к советам которого прислушивается. Он служит посредником при разрешении спорных вопросов, выступает посредником между боссом и подкупленными политическими, профсоюзными или судебными деятелями либо выполняет роль представителя семьи на встречах с другими семьями. У консильери, как правило, нет собственной «команды», но они имеют значительное влияние в семье. При этом у них обычно есть и законный бизнес, например, адвокатская практика или работа биржевым маклером.
- Капо (итал. capo), капореджиме[24] или капитан — глава «команды», или «боевой группы» (состоящей из «солдат»), который несет ответственность за один или несколько видов криминальной деятельности в определённом районе города и ежемесячно отдаёт боссу часть доходов, получаемых с этой деятельности («засылает долю»). В семье обычно 6—9 таких команд, и в каждой из них — до 10 солдат. Капо подчиняется подручному либо самому боссу. Представление в капо делает подручный, но непосредственно капо назначает лично босс.
- Сотто-капо, или лейтенант — подручный Капо. Занимается тем же делом, что и капо, если капо погибает или в тюрьме, то лейтенант становится капитаном группы.
- Солдат (англ. soldier, итал. regime)[24] — самый младший член семьи, которого «ввели» в семью, во-первых, поскольку он доказал для неё свою полезность, а во-вторых, по рекомендации одного или нескольких капо. После избрания солдат обычно попадает в ту команду, капо которой рекомендовал его.
- Соучастник (англ. associate) — ещё не член семьи, но уже человек, наделённый определённым статусом. Он обычно выполняет функции посредника при сделках по продаже наркотиков, выступает в роли подкупленного представителя профсоюза или бизнесмена и др.[25]. Когда появляется «вакансия», один или несколько капо могут рекомендовать произвести полезного соучастника в солдаты. В случае, если таких предложений несколько, а вакантное место одно, кандидатуру выбирает босс[источник не указан 4624 дня].

## Ритуалы
В 1875 году начальник полиции Палермо сообщил, что видел процесс посвящения в мафию нескольких человек. По его словам, чтобы человек стал частью семьи, ему надо: проколоть себе руку и оставить мазок крови на изображениях ликов святых, а также прочитать клятву. Для того, чтобы быть приглашенным в американскую мафию и стать участником, нужно выполнить ряд задач, таких как совершение убийства для семьи, а не для своих личных выгод. Босс обязательно должен присутствовать на церемонии посвящения в мафию. Эти правила были созданы в Нью-Йорке, и их должны выполнять все члены мафиозных семей. Несоблюдение любого из этих правил каралось смертной казнью. Томмазо Бушетта стал первым пентито (информатором) в итальянской программе защиты свидетелей, нарушив омерту и эту клятву.
Любое преступное действие со стороны члена одной семьи по отношению к мафиози другой семьи будет расцениваться, как повод для войны. В состоянии войны члены семей «залегают на матрасы» — фраза, которая означает, что «солдаты» будут находиться в боевой готовности в заранее приготовленных убежищах с минимальными бытовыми условиями, откуда будут совершать боевые вылазки против членов враждебной семьи.

### Правила и обычаи мафии
1. «Омерта» — присяга или «кодекс молчания», о том, что никогда нельзя говорить с властями.
2. «Национальность» — только мужчины итальянского или итало-американского происхождения могут стать полноправными членами семьи. Остальные могут стать лишь соучастниками.
3. «Семейные тайны» — участники не имеют права говорить о семейном бизнесе людям, не входящим в семью.
4. «Кровная месть» — если член семьи был убит членом другой семьи, никто не может совершить убийство (в отместку), пока босс не даст разрешение.
5. «Нет борьбы между членами семьи» — в семье не должно быть вражды.
6. «Дань» — каждый месяц член должен платить боссу.
7. «Супружеская измена» — мафиози не имеют права совершать прелюбодеяние с женой другого члена семьи.
8. «Нет волос на лице» — мафиози не могут растить усы[30][31].

### Символизм в убийствах
- За то, что Доминик Наполитано позволил агенту ФБР Джозефу Пистону «просочиться» в семью, он был расстрелян, а его обе руки были отрезаны — это объяснялось тем, что он «заставил» боссов мафии здороваться с агентом ФБР за руку.
- После того как соучастник семьи Луккезе Бруно Фасчиоло был застрелен, в его рот была засунута мертвая канарейка — знак информатора.

### Список мафиозных семей
Мафия имеет членов и партнеров во многих городах. Но организация не ограничивается этими регионами. Многие из этих семей имеют влияние и в других американских штатах, городах и районах.
- Буффало (Нью-Йорк) — семья Буффало
- Чикаго (Иллинойс) — семья Чикаго, Дженна
- Кливленд (Огайо) — семья Кливленда, семья Поррелло
- Даллас (Техас) — семья Далласа
- Денвер (Колорадо) — семья Денвера
- Детройт (Мичиган) — семья Детройта
- Канзас-Сити (Миссури) — семья Канзас-Сити
- Лос-Анджелес (Калифорния) — семья Толиани
- Милуоки (Висконсин) — семья Милуоки
- Новая Англия — семья Патриарка
- Нью-Джерси — семья Декавальканте
- Новый Орлеан (Луизиана) — семья Нового Орлеана
- Нью-Йорк (Нью-Йорк) — Пять семей:
  - Семья Бонанно
  - Семья Гамбино
  - Семья Дженовезе
  - Семья Коломбо
  - Семья Луккезе
- Северо-восточная Пенсильвания — семья Буфалино
- Филадельфия (Пенсильвания) — семья Филадельфия
- Питтсбург (Пенсильвания) — семья Питтсбург
- Рочестер (Нью-Йорк) — семья Рочестер
- Сан-Франциско (Калифорния) — семья Франциско
- Сан-Хосе (Калифорния) — семья Сан-Хосе
- Сиэтл (Вашингтон) — семья Сиэтл
- Сент-Луис (Миссури) — семья Сент-Луис
- Тампа (Флорида) — семья Трафиканте

## Сотрудничество с правительством США

### Во время Второй мировой войны
Военно-морская разведка США заключила соглашение с Лаки Лучано, чтобы получить от него помощь в сохранении набережной Нью-Йорка от диверсантов после гибели лайнера Нормандия.

### Попытки убийства Фиделя Кастро
В августе 1960 года полковник Шеффилд Эдвардс, директор Управления безопасности Центрального разведывательного управления (ЦРУ), предложил убийство главы кубинского государства Фиделя Кастро членам американской мафии. В период с августа 1960 года и по апрель 1961 года ЦРУ, с помощью мафии, провело серию попыток отравить или застрелить Кастро. Одними из причастных к этому были Сэм Джанкана, Карлос Марчелло, Санто Траффиканте-младший и Джон Розелли.

## Правоохранительные органы и мафии
В ряде семей мафии запрещено убивать члена государственной власти из-за возможности возмездия со стороны полиции. В некоторых редких случаях совершение такого убийства карается смертной казнью. Еврейский гангстер Голландец Шульц был убит своим итальянскими коллегами из-за страха, что тот может выполнить убийство прокурора Нью-Йорка Томаса Дьюи. Мафия же осуществляла убийства членов правоохранительных органов в своей ранней истории. В Палермо полицейский Джо Петрозино был застрелен сицилийским мафиози. Позже статуя Петрозино была возведена через дорогу от притона, который принадлежал семье Луккезе.

### Комитет Кефовера
После того, как в 1951 году Сенат США объявил о действиях мафии по всей стране, по телевидению были показаны расследование преступлений мафии, которые привлекли внимание всего американского народа. В 1953 году ФБР начало программу, целью которой являлся сбор информации о мафиози на территории США и передача этих данных в Вашингтон, для поддержания централизованного сбора разведданных о рэкетирах.

### Встреча в Апалачине
В 1957 году полиция штата Нью-Йорка раскрыла встречу крупных американских мафиози со всей страны в небольшом городе Апалачине (около Бингемтона, Нью-Йорк). Эта встреча стала известна как «Совещание в Апалачине». Многие из участников были арестованы, а это событие стало «катализатором», который изменил методы борьбы полиции с организованной преступностью.

### Слушание Валачи
В 1963 году Джо Валачи стал первым представителем мафии, который публично признал её существование. Валачи признался постоянному подкомитету Сената по расследованиям, который в то время возглавлял сенатор от штата Арканзас Джон Маклеллан, в том, что мафия действительно существует. Хотя откровения Валачи не привели к аресту главарей мафии, они стали источником ценных сведений о её истории, деятельности и ритуалах, что помогло в расследовании некоторых загадочных убийств, а также позволило установить имена её членов и крупнейших семей. До этого момента все это было тайной.

### Обвинения 2011 года
20 января 2011 года Министерство юстиции Соединенных Штатов вынесло 16 обвинительных заключений в отношении американских мафиози. Всего было 127 обвиняемых, более 110 из них были арестованы. Среди обвинений были: убийства, заговор с целью убийства, ростовщичество, поджоги, грабежи, наркоторговля, вымогательство, незаконные азартные игры и рэкет. Это стало самой крупной операцией против мафии в истории США. Семьи, которые были затронуты, включают Пять семей Нью-Йорка, а также семья Декавальканте из Нью-Джерси и Семья Патриарка из Новой Англии.

## В популярной культуре
Мафия присутствует во многих знаменитых фильмах. Среди первых можно назвать картины «Маленький Цезарь» (1931) и «Лицо со шрамом (1932)», последняя из которых была снята по истории жизни Аль Капоне.
Пожалуй, самыми популярными и великими фильмами о мафии стали «Крёстный отец» и его продолжение «Крёстный отец 2». Оба фильма сняты по роману Марио Пьюзо «Крёстный отец». Не менее значимы работы Мартина Скорсезе «Славные парни» и «Казино», основанные на реальных событиях. Также были сняты фильмы «Неприкасаемые», «Гангстеры», и «Донни Браско».
Другими фильмами, изображающими мафию, являются «Однажды в Америке», «Бронкская история» и кинокомедия «Анализируй это». Американские мафиози также отображаются в роли второго плана в таких фильмах, как «Настоящая любовь», «Путь Карлито», «В джазе только девушки», «Отступники» и «Гангстер». Мафия также появляется в телесериалах «Криминальные истории», «Умник», «Клан Сопрано», «Подпольная империя» и «Город гангстеров».
Мафия является темой романов, например в работах Марио Пьюзо, таких как «Крёстный отец»; в романе «Лос-Анджелесский квартет» Джеймса Эллроя.
Мафия показана в компьютерных играх: в серии Mafia, Omerta: City of Gangsters, Grand Theft Auto